# Roger Lapébie
Roger Lapébie (Bayona, 16 de enero de 1911-Pessac, 12 de octubre de 1996) fue un ciclista francés cuyo mayor éxito lo obtuvo en 1937 al lograr la victoria absoluta en el Tour de Francia, prueba en la que en sus distintas participaciones lograría vencer en 9 etapas.

## Palmarés
| 1932 - 1 etapa del Tour de Francia - G.P.Huet - Argentan - 2 etapas del G. P. Wolber 1933 - Campeón de Francia de ciclismo en ruta - París-Angers - París-Saint-Étienne - Circuit de Morbihan - Gran Premio de l'Écho d'Alger - G.P. Gillon en Nantes - Critèrium de Parma 1934 - 3.º en el Tour de Francia, más 5 etapas - Critérium Internacional - París-Saint-Étienne - París-Vichy - Una etapa en la París-Niza | 1935 - París-Saint-Étienne - Seis días de París 1936 - Critèrium de Parma - 24 horas de Aviñón 1937 - Tour de Francia, más 3 etapas - París-Niza - Critérium Internacional 1938 - París-Sedan 1939 - 1 etapa en la París-Niza |

## Resultados en las grandes vueltas
| Carrera         | 1932 | 1933 | 1934 | 1935 | 1936 | 1937 | 1938 |
| --------------- | ---- | ---- | ---- | ---- | ---- | ---- | ---- |
| Giro de Italia  | -    | -    | -    | -    | -    | -    | -    |
| Tour de Francia | 23.º | 29.º | 3.º  | Ab.  | -    | 1.º  | -    |
| Vuelta a España | X    | X    | X    | -    | -    | X    | X    |
| Mundial en Ruta | -    | Ab.  | Ab.  | -    | -    | -    | -    |